# Fulger McQueen
Fulger McQueen (în engleză Lightning McQueen) este un personaj care apare în filmele de animație Mașini, Mașini 2, Mașini 3 și în Desene animate cu Mașini: Povestirile lui Bucșă și în Mașini la drum. În ediția originală a filmelor, vocea personajului este interpretată de Owen Wilson.  